# Lico de Trôade

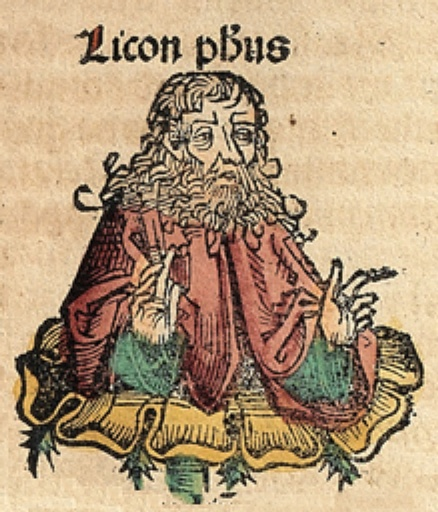
Lícon de Tróade, representado como um erudito medieval na Crônica de Nuremberg

Lícon de Tróade (ˈ; em grego clássico: Λύκων, gen: Λύκωνος; c. 299 – c. 225 a.C.), filho de Astianax, foi um filósofo peripatético e discípulo de Estratão, a quem sucedeu como chefe da Escola peripatética, por volta de 269 a.C.; ocupou esse posto por mais de quarenta e quatro anos. Também se diz que estudou com Pantóides, o dialético.

## Vida
Lícon residiu em Pérgamo, sob o patrocínio de Eumenes I e Atalo I, de quem Antíoco II Teos tentou em vão atraí-lo. Em diversas ocasiões, seus conselhos foram de grande utilidade para os atenienses. Era celebrado por sua eloquência. Segundo Diógenes Laércio, Antígono de Cáristo afirmou que a beleza de suas palavras lhe era inseparável, assim como a doçura de uma maçã está ligada à própria fruta, sem possibilidade de ser transferida a outra coisa. Era também reconhecido como educador de jovens, aspecto evidenciado em sua máxima de que "os meninos deviam ser guiados com modéstia e rivalidade, assim como os cavalos com esporas e freio". Hermipo o descreveu como alguém cuidadoso com sua aparência e vestes refinadas. Dedicava grande atenção tanto ao corpo quanto à mente e, praticando exercícios atléticos com frequência e participando de competições, mantinha-se extremamente saudável e vigoroso. No entanto, morreu de gota aos 74 anos. Foi um grande rival do também peripatético Hierônimo de Rodes. O discípulo mais notável de Lícon na Escola peripatética foi Aristo de Ceos, que possivelmente o sucedeu como chefe da escola.

## Obras
Entre os escritos de Lícon, provavelmente havia uma obra intitulada Sobre os Caráteres (semelhante à de Teofrasto), um fragmento da qual foi preservado por Públio Rutílio Lupo, embora o título da obra não seja mencionado por nenhum autor antigo. Segundo Cícero e Clemente de Alexandria, ele escreveu sobre os limites do bem e do mal (em latim: De Finibus). Apuleio sugere que também escreveu uma obra sobre a natureza dos animais. Além disso, o testamento de Lícon teria sido encontrado por Diógenes Laércio e é citado integralmente por ele.

## Máximas
Diógenes Laércio atribuiu diversas máximas a Lícon de Tróade, nas quais sua já mencionada eloquência é demonstrada:
- "Uma donzela, que, por falta de dote, passa da idade apropriada, é um pesado fardo para seu pai."
- "Eles se acusavam a si mesmos, mostrando, por meio de uma oração impossível de ser realizada, seu arrependimento mal direcionado por sua ociosidade." (Sobre aqueles que lamentam não ter aprendido quando tiveram a oportunidade e agora desejam tê-lo feito).
- "Aqueles que deliberam sem chegar a uma conclusão correta erram em seus julgamentos, como quem tenta analisar a natureza por um padrão incorreto, ou como quem olha para um rosto em água turva ou em um espelho distorcido."
- "Muitos homens perseguem a coroa a ser conquistada no fórum, mas poucos ou nenhum buscam alcançar a que se ganha nos Jogos Olímpicos."

### Atribuição
- Este artigo contém texto  do  do Dictionary of Greek and Roman Biography and Mythology (em domínio público), de William Smith (1870).